# Scary Movie 4
Scary Movie 4 is het vierde deel uit een reeks parodiefilms, met als origineel Scary Movie. In deze film uit 2006 worden onder andere de films Saw, Brokeback Mountain, The Village, The Grudge, Fahrenheit 9/11, Million Dollar Baby, Land of the Dead, Dark Water en War of the Worlds in de maling genomen. Actrice Anna Faris had overigens ook zelf een rol in Brokeback Mountain.
In de film draagt Dr. Phillip C. McGraw (beter bekend als Dr. Phil) een steentje bij door zichzelf belachelijk te maken. Ook George W. Bush en Oprah Winfrey worden in de film op de korrel genomen.
Carmen Electra 'won' voor het spelen van Holly in Scary Movie 4 de Razzie Award voor slechtste actrice.

## Verhaal
De film start met een introscene waarin Shaquille O'Neal en Dr. Phil zichzelf spelen. Ze ontdekken dat ze met één been zijn vastgeketend en zich in een soort van badkamer bevinden. Ze herinneren niet hoe ze daar zijn verzeild. Plots springt de televisie op en hun ontvoerder Billy the Pupet vertelt hun dat ze 2 minuten de tijd hebben om te ontsnappen. Lukt hun dat niet, dan zullen ze sterven door het zenuwgas dat in de ruimte wordt gespoten. Phil realiseert zich dat ze enkel kunnen ontsnappen door hun been af te zagen. Tot ontzetting van O'Neal zaagt Dr. Phil het been af dat niet was vastgeketend. Dit leidt ertoe dat beiden sterven (hun dode lichamen zijn verderop in de film te zien).
Rond dezelfde tijd bezoekt Cindy Campbell (Anna Faris) haar voormalige zwager Tom Logan (Charlie Sheen). Haar man George is ondertussen gestorven en neef Cody zit op de militaire school. Daardoor is Cindy nu een gebroken en eenzame vrouw. Ook Tom, die een relatie heeft met drie vrouwen, is depressief en wil zelfmoord plegen. Hij vergist zich in de pillen en neemt een volledig potje viagra in. Zijn enorme erectie doet hem van het balkon struikelen waardoor hij op de grond te pletter valt en sterft.
Cindy neemt werk aan als verzorgster van de oude mevrouw Norris (Cloris Leachman) die lijdt aan catatonie. Zij leeft in een griezelig huis dat haar door Tom werd aanbevolen.
Rond dezelfde periode ontmoet Tom Ryan (Craig Bierko) zijn oude vrienden Mahalik (Anthony Anderson) en CJ (Kevin Hart) opnieuw. Zij erkennen dat ze homoseksuele betrekkingen hadden tijdens een tocht in de bergen. Tom gaat naar huis en ontmoet zijn ex-vrouw Marilyn (Molly Shannon). Zij brengt hun kinderen Robbie (Beau Mirchoff) en Rachel (Conchita Campbell).
De volgende dag ontmoet Cindy haar buurman Tom. Tijdens dit gesprek herinnert Cindy zich de tragische dood van haar man George Logan (Simon Rex). Hij stierf tijdens een bokswedstrijd tussen Cindy en Tiffany Stone. Cindy verloor haar evenwicht en dreigde met haar nek op een stoel te vallen. George ziet dit aankomen en wil dit voorkomen. Hij landt verkeerd op de grond en breekt zijn nek. Dit leidt tot een kettingreactie waarbij zowat iedereen in de zaal ook zijn nek breekt en sterft.
Tom en Cindy voelen iets voor elkaar en kussen. Op dat ogenblik steekt er een abnormale storm op. Een enorm object, TriPod genoemd, duikt op en verdampt met een laserstraal mensen tot stof en as.
Cindy vlucht het huis van mevrouw Norris in en ontmoet er Toshio, de huisgeest. De Japanse jongen verklaart dat de invasie van de buitenaardsen kan worden stopgezet en dat het antwoord te vinden is in het hart van zijn biologische vader. Tom daarentegen vlucht met zijn kinderen naar een onbekende locatie.
President Baxter Harris (Leslie Nielsen) verneemt het nieuws van de invasie tijdens een schoolbezoek. Harris vindt de invasie niet belangrijk, hij is meer geïnteresseerd in het kinderverhaal "Mijn eend" dat door een van de kinderen wordt voorgelezen. De president is van zijn stuk als hij verneemt dat de eend zal sterven, waardoor hij wordt uitgejouwd door de schoolkinderen. Harris wordt overgebracht naar een zitting van de Verenigde Naties waarin hij beledigende moppen vertelt. Daarna laat hij het wapen zien dat de buitenaardsen gebruiken. Dit werd hun afhandig gemaakt. Het wapen werd door wetenschappers aangepast. Tijdens een demonstratie blijkt dat de laserstraal nu enkel nog kleding vernietigt, waardoor iedereen in de zaal binnen de kortste keren naakt is.
Cindy ontmoet haar oude vriendin Brenda Meeks (Regina Hall). Zij is nu reporter van een lokaal televisiestation. Samen gaan ze op zoek naar de vader van Toshio met de beperkte instructies die hij hun gaf. Ze komen aan in een vreemd dorpje dat lijkt te zijn beïnvloed door de amish-cultuur. Ze worden gevangengenomen en terechtgesteld. Tijdens hun proces moeten ze leider Henry Hale (Bill Pullman) hun trouw beloven aan de levenswijze en dat ze het dorp niet meer mogen verlaten. Tijdens het proces strompelt Hale's blinde dochter Holly (Carmen Electra) het gebouw binnen, denkende dat ze op het toilet is.
In een nabijgelegen veld met rood onkruid komen Tom en zijn kinderen terecht in een gevecht tussen het Amerikaanse leger en de TriPods. Robbie is onder de indruk van het geweld en beslist om mee te vechten. Terwijl Tom hem op andere gedachten wil brengen, tracht Michael Jackson Rachel te verleiden. Tom kan dit laatste voorkomen en Michael Jackson wordt geraakt door de lasers van de TriPods waardoor enkel zijn neus nog overblijft. Tom en Rachel vluchten in een huis, bewaakt door de gekke Oliver (Michael Madsen), maar al snel worden ze gevangengenomen door een TriPod.
In het Amish-achtige dorp wordt Henry neergestoken door de mentaal gehandicapte Ezekiel (Chris Elliott). Een stervende Henry tracht Cindy en Brenda uit te leggen dat Toshio stierf tijdens een ongeval op een bokswedstrijd waar zowat iedereen zijn nek brak. Henry kan zijn verhaal echter niet afmaken omdat Ezekiel een tweede mes in zijn lijf ramt. Niet veel later worden ook Cindy en Brenda gevangengenomen door de hoofd-TriPod.
Cindy, Brenda en Tom worden wakker in een soort van badkamer. Cindy en Brenda dragen mechanische dodelijke venusvliegenvangers en Tom heeft op zijn achterste een raket die op zijn anus is gericht. Billy the Pupet verschijnt op een beeldscherm en zegt dat Cindy 60 seconden de tijd heeft om de sleutel te zoeken om het proces te stoppen. Indien niet, zal de raket afgaan en zullen de venusvliegenvangers dichtklappen. Billy geeft nog een tip: de sleutel is in het oog te vinden. Daarop snijdt Cindy zonder problemen haar oog uit, tot afschuw van Tom en Brenda. Cindy verklaart dat ze een glazen oog draagt sinds een boksincident in 1996. Billy the Pupet zet hen voor een nieuwe uitdaging: Robbie en Rachel komen tevoorschijn. Ze werden vastgebonden en hangen boven een versnipperaar. Tom wordt vastgebonden aan de andere kant. Er zijn nu twee mogelijkheden: ofwel worden Robbie en Rachel versnipperd, ofwel Tom.
Cindy ziet plots op het toilet een hart staan en herinnert zich wat Toshio had gezegd. Ze doorzoekt het toilet en vindt foto's met daarop Billy en Toshio. Ze realiseert zich dat Billy de biologische vader is van Toshio. Daarop smeekt ze Billy om de invasie te doen stoppen. Deze is er trouwens enkel om Toshio te wreken, maar daardoor zal hij nooit terugkeren. Billy is hierdoor aangedaan en is tevens verbaasd hoever Tom wil gaan om zijn kinderen te redden. Daarop verontschuldigt Billy zich en stopt hij de invasie.
Negen maanden later bevalt Brenda van Billy's broer Zoltar. CJ en Mahalik zijn een koppel en president Harris slaapt terwijl hij een eend tegen zich aandrukt. Tom is te gast bij The Oprah Winfrey Show waar hij waanzinnige acties doet om zo veel mogelijk aandacht te krijgen.

## Verwijziginen
De film bevat diverse verwijzingen naar andere films of gebeurtenissen waaronder:
- De film is grotendeels gebaseerd op de Saw-filmserie.
- De geest van Toshio is een verwijzing naar The Grugde.
- De TriPods zijn een verwijzing naar War of the Worlds.
- Toen Amerika op 11 september 2001 werd aangevallen, was toenmalig president George W. Bush op bezoek in een kleuterschool waar een verhaal werd voorgelezen. De president reageerde in eerste instantie niet toen hij van de aanval op de hoogte werd gebracht.[2]
- De gebeurtenissen in het Amish-achtige dorp komen uit de film The Village.
- Het verhaal hoe Mahalik en CJ verliefd op elkaar werden, is een verwijzing naar Brokeback Mountain.

## Rolverdeling
| Acteur            | Personage               |
| ----------------- | ----------------------- |
| Anna Faris        | Cindy Campbell          |
| Craig Bierko      | Tom Ryan                |
| Regina Hall       | Brenda Meeks            |
| Bill Pullman      | Henry Hale              |
| Anthony Anderson  | Mahalik                 |
| Kevin Hart        | CJ                      |
| Leslie Nielsen    | President Baxter Harris |
| Molly Shannon     | Marilyn                 |
| Michael Madsen    | Oliver                  |
| Chris Elliott     | Ezekiel                 |
| Carmen Electra    | Holly                   |
| Shaquille O'Neal  | Shaq                    |
| Cloris Leachman   | Emma Norris             |
| Beau Mirchoff     | Robbie Ryan             |
| Conchita Campbell | Rachel Ryan             |
| Craig Mazin       | Billy                   |
| Garrett Masuda    | Toshio Saeki            |
| DeRay Davis       | Marvin                  |
| Henry Mah         | Mr. Koji                |
| Patrice O'Neal    | Rashed/Stoner           |
| Tomoko Sato       | Kayako Saeki            |
| David Zucker      | Zoltar                  |
| Edward Moss       | Michael Jackson         |
| Phil McGraw       | Dr. Phil                |
| Simon Rex         | George Logan            |
| Charlie Sheen     | Tom Logan               |
| Debra Wilson      | Oprah Winfrey           |
| James Earl Jones  | Verteller               |